# Silas Marner
Silas Marner: The Weaver of Raveloe was de derde roman van de Engelse schrijfster George Eliot. Het boek werd gepubliceerd in 1861.

## Publicatie
De schrijfster schreef Silas Marner binnen vijf maanden, tussen november 1860 en maart 1861. Zoals meestal bij George Eliot werd Silas Marner direct in boekvorm gepubliceerd en niet in afleveringen. Omdat het boek zo kort was (de eerste editie telde maar 364 bladzijden), werd het in één band uitgegeven, dus niet in drie banden, zoals gebruikelijk bij victoriaanse romans. Het boek verscheen in april 1861.
Het boek was direct een succes. Tegen het eind van 1861 waren er al 8.000 exemplaren van verkocht. Sindsdien is het altijd populair gebleven, zowel bij de lezers als bij de critici. Er zijn talloze edities van verschenen. Momenteel zijn er zeker tien goedkope paperbackedities van het boek in de handel. Het boek werd en wordt vaak voorgeschreven als verplichte lectuur op scholen en bij cursussen.
Het boek is onder andere vertaald in het Arabisch, Chinees, Deens, Duits, Frans, Iers, Italiaans, Noors, Portugees, Spaans en Russisch.
In 1861 verscheen bij P.N. van Kampen te Amsterdam een Nederlandse vertaling: Silas Marner, de wever van Raveloe, van de hand van Jacoba van Westrheene-van Heijningen (1821-1900). In hetzelfde jaar verscheen een rivaliserende vertaling door een onbekende bij A. ter Gunne in Deventer. In 1871 werd de vertaling van Van Westrheene herdrukt in de verzamelde werken, die op de markt werden gebracht door Van Druten & Bleeker in Sneek. Daarna is nooit meer een Nederlandse editie verschenen.

## Samenvatting
De roman speelt in de vroege negentiende eeuw. Net als zijn voorgangers, Adam Bede en The Mill on the Floss, is Silas Marner gesitueerd in een klein dorpje ergens in de Engelse Midlands.
De wever Silas Marner is een lid van een kleine calvinistische sekte in Lantern Yard, een slop in een stad in Noord-Engeland, waarvan de naam nergens wordt genoemd. De leden van de sekte waken bij toerbeurt bij het ziekbed van een diaken. Silas valt daarbij in slaap en als hij wakker wordt, blijkt de diaken overleden te zijn. De volgende dag wordt Silas beschuldigd van verduistering van gelden die aan de sekte toebehoren: uit een bureau in de sterfkamer is een zak geld verdwenen. Daarvoor in de plaats ligt een zakmes dat aan Silas toebehoort, en de zak wordt leeg teruggevonden in zijn kamer. Silas herinnert zich dat hij het mes heeft uitgeleend aan zijn beste vriend William Dane, die ook de zak heeft gevonden. Hij beseft dat William de dief is en de diefstal in zijn schoenen probeert te schuiven. Die opzet slaagt: Silas wordt schuldig verklaard en uit de sekte gestoten. Een maand later trouwt zijn verloofde Sarah met William Dane. Nu wordt het Silas te veel en hij verlaat Lantern Yard en de stad.
Silas Marner komt terecht in het dorpje Raveloe, ergens in de Midlands, waar hij zijn ambacht van wever weer opneemt. Hij leidt er een kluizenaarsbestaan. Hij werkt hard en omdat hij goed werk levert, wordt hij goed betaald. Omdat hij nauwelijks geld uitgeeft, bouwt hij een aanzienlijke voorraad goudgeld op, die hij bewaart in twee leren zakken, verstopt onder de vloer. Regelmatig telt hij zijn geld; het is het enige plezier in zijn eentonige leven.
Als hij een keer van huis is en heeft vergeten zijn huisdeur af te sluiten, krijgt hij bezoek van Dunstan Cass, de losgeslagen zoon van ‘Squire Cass’, de enige grootgrondbezitter in het dorp. Dunstan vermoedt dat Silas geld heeft en komt op het idee onder de tegels van de vloer te kijken. Met de twee zakken geld maakt hij zich uit de voeten. Een onderzoek naar de diefstal levert niets op; niemand legt het verband met Dunstan Cass, die overigens spoorloos verdwenen is. Silas krijgt voor het eerst enig contact met zijn dorpsgenoten, die medelijden met hem hebben, maar al gauw trekt hij zich nog meer in zichzelf terug.
Godfrey Cass, Dunstans oudere broer, is in het geheim getrouwd met Molly, een vrouw van eenvoudige komaf. Dunstan weet als enige in de familie van het huwelijk en chanteert zijn broer ermee. Godfrey en Molly zijn van elkaar vervreemd geraakt; Molly woont in een ander dorp en is verslaafd aan opium. Inmiddels is Godfrey verliefd geraakt op Nancy Lammeter, de dochter van een van de beter gesitueerde boeren uit Raveloe. Hij maakt zich grote zorgen dat zijn huwelijk bekend raakt bij zijn vader, maar nog erger: bij Nancy.
Op een winteravond komt Molly naar Raveloe met haar dochtertje van twee. Ze wil bewijzen dat ze Godfrey’s vrouw is en hem daarmee in het verderf storten. Onderweg neemt ze opium, gaat zitten in de sneeuw en doezelt weg. De dochter gaat in haar eentje aan de wandel en loopt het huis van Silas Marner binnen. Silas volgt haar voetsporen in de sneeuw en ontdekt een doodgevroren vrouw. Hij haalt de plaatselijke dokter en een groep dorpelingen erbij, onder wie Godfrey, die niet laat blijken dat hij de vrouw kent. Omdat niemand weet wie ze is, krijgt Molly een anoniem graf.
Silas besluit het kind te houden en noemt haar Eppie, naar zijn overleden moeder en zuster, die allebei Hephzibah heetten. Hij krijgt enige hulp bij de opvoeding van Dolly Winthrop, een weduwe uit het dorp. Eppie verandert Silas’ leven compleet. Dankzij haar komt hij ook weer vaker onder de mensen en wordt zelfs een gerespecteerd man in het dorp. Hij heeft het gevoel dat zijn goud hem is afgepakt, maar dat hij er een dochter met gouden haar voor heeft teruggekregen. Godfrey Cass kan nu met Nancy trouwen, maar hij vertelt haar niets over zijn vorige huwelijk en zijn dochter. Wel verleent hij af en toe financiële steun aan Silas en Eppie.
Er gaan zestien jaar voorbij. Het huwelijk van Godfrey en Nancy blijft kinderloos. Als een plas in de buurt van Silas’ huis wordt drooggelegd, komt het skelet van Dunstan Cass tevoorschijn – de zakken met geld nog steeds in zijn handen. Kennelijk is hij na de roof uitgegleden en in de plas terechtgekomen. Godfrey’s geweten begint op te spelen en hij bekent aan Nancy dat hij eerder getrouwd is geweest en dat Eppie zijn dochter is. Samen gaan ze bij Silas op bezoek en ze bieden aan Eppie verder op te voeden als hun eigen dochter. Eppie slaat het aanbod beleefd af. Ze is gelukkig met Silas en haar huidige bescheiden plaats in de maatschappij.
Silas heeft zijn goud terug en kan zich wat meer permitteren. Samen met Eppie reist hij naar zijn vroegere woonplaats. Op de plaats van Lantern Yard staat nu een grote fabriek en niemand kan hem vertellen wat er met de vroegere bewoners is gebeurd. Silas realiseert zich dat hij tevreden moet zijn met wat hij nu heeft en zich niet meer moet bezighouden met het verleden. Het boek eindigt met de bruiloft van Eppie met Aaron Winthrop, een zoon van Dolly. Het bruidspaar trekt in bij Silas Marner in zijn nieuwe huis.

## Fictie en werkelijkheid
Voor Raveloe heeft Bulkington in Warwickshire model gestaan. George Eliot kende het dorp goed; er ligt familie van haar begraven. Een paar geografische details van het dorp, zoals de plas bij het huis van Silas Marner en het landhuis van de familie Cass, zijn waarschijnlijk ontleend aan Inkberrow in Worcestershire.

## Het boek als inspiratiebron
Het boek is in 1922 verfilmd door Frank P. Donovan. In 1964 zond de BBC een televisieserie uit, gebaseerd op het boek. De titelrol werd gespeeld door David Markham. In 1985 verzorgde de BBC een nieuwe verfilming van het boek in één aflevering, met Ben Kingsley in de rol van Silas Marner en Patsy Kensit als Eppie.
De plot van de film A Simple Twist of Fate, met Steve Martin als scenarioschrijver, producer en hoofdrolspeler (hij heet hier Michael McCann), is gebaseerd op Silas Marner. Ook de film Black Snake Moan van Craigh Brewer (2006) heeft thema’s ontleend aan het boek. Ten slotte is er de Indiase film Bangaru Papa van Bommireddy Narasimha Reddy uit 1954, eveneens in de verte gebaseerd op Silas Marner.
In 2001 is in de Verenigde Staten een hoorspelbewerking van het boek uitgezonden. De rol van Silas Marner werd gespeeld door Michael Williams.
Het toneelstuk Dan'l Druce, Blacksmith van William S. Gilbert is geïnspireerd door Silas Marner.
De Engelse componist John Joubert publiceerde in 1961 een opera Silas Marner. Howard Goodall heeft een musical Silas Marner op zijn naam staan.
De roman Sukhdas van de Indiase schrijver Munshi Premchand is een vrije vertaling van Silas Marner in het Hindi.
Het popnummer Silas Stingy op de lp The Who Sell Out van The Who (1967) is, zoals John Entwistle, de schrijver van het nummer, ooit vertelde, geïnspireerd door Silas Marner.